# Sturpen
Le Sturpen est une montagne qui s’élève à 2 718 m d’altitude dans les Alpes de l'Ötztal, en Autriche.